# Feng Zhe
Feng Zhe (冯喆S, Féng ZhéP; Sichuan, 19 novembre 1987) è un ginnasta cinese, campione olimpico nelle parallele e, con la nazionale cinese, nel concorso a squadre ai Giochi di Londra 2012.

## Palmarès
- Giochi olimpici estivi

Londra 2012: oro nel concorso a squadre e nelle parallele.
- Campionati mondiali di ginnastica artistica

2009 - Londra: argento nelle parallele.
2010 - Rotterdam: oro nel concorso a squadre e nelle parallele.
2011 - Tokyo: oro nel concorso a squadre.
- Giochi asiatici

2010 - Canton: oro nel concorso a squadre e nelle parallele e argento nel volteggio.